# Downhill ai IV World Skate Games
Le competizioni di downhill ai IV World Skate Games si sono svolte dal 21 al 22 settembre 2024 a Tortoreto, in Italia.

## Podi

### Uomini
| Evento     | Oro            | Argento         | Bronzo                     |
| Time trial | Renato Pennuti | Adrian Gumanita | Carlos Andres Quiroga Nino |
| Mass start | Renato Pennuti | Juan Barrera    | Pablo Soler Cabanero       |

### Donne
| Evento     | Oro          | Argento             | Bronzo           |
| Time trial | Romane Favia | Valentina Vargas    | Alef Torres      |
| Mass start | Alef Torres  | Miriam Fatmi Garcia | Valentina Vargas |